# Hans Aniol
Josef Karl Hans Aniol (Berlino, 12 giugno 1878 – Berlino, 12 novembre 1945) è stato un nuotatore e pallanuotista tedesco.

## Carriera
Partecipò alle gare di nuoto e al torneo di pallanuoto della II Olimpiade di Parigi nel 1900. Prese parte alla gara dei nuoto subacqueo, piazzandosi sesto in finale, con un punteggio di 103.9, e al torneo di pallanuoto, con il Berliner Swimming Club, perdendo ai quarti di finale per 3-2 contro i Pupilles de Neptune de Lille.